# サウス・オブ・ヘヴン
『サウス・オブ・ヘヴン』（South of Heaven）は、スレイヤーが1988年に発表した4作目のアルバム。

## 解説
前作『レイン・イン・ブラッド』（1986年）をバンドと共同プロデュースしたリック・ルービンが、デフ・ジャムを離れて新レーベルのデフ・アメリカン・レコーディングス（後のアメリカン・レコーディングス）を設立したのに伴い、スレイヤーも同レーベルに移籍した。ルービンは、前作に引き続き本作のプロデュースも務めている。
音楽的には、前3作とは違ってスロー・テンポやミドル・テンポの楽曲が増えており、アレックス・ヘンダーソンは、allmusic.comにおいて「スレイヤーはこの4作目で、ヘヴィネスを微塵たりとも犠牲にせず、ポップな要素を取り入れることもなく、テンポを遅くするようになった」と評している。また、ボーカリストのトム・アラヤは、映画『レス・ザン・ゼロ』（1988年公開）のサウンドトラックに提供した「イン-ア-ガダ-ダ-ヴィダ」（アイアン・バタフライのカヴァー）で、叫ぶだけでなく歌詞を重視したボーカル・スタイルに変化しており、本作でもそうした歌唱が披露された。ただし、こうした変化のため発表当時は物議を醸し、日本の音楽雑誌でも否定的なレビューが掲載される例もあったという。
「ディシデント・アグレッサー」は、ジューダス・プリーストがアルバム『背信の門』（1977年）で発表した楽曲のカヴァー。

## 収録曲
1. サウス・オブ・ヘヴン - "South of Heaven" - 4:58
  - 作詞：トム・アラヤ／作曲：ジェフ・ハンネマン
2. サイレント・スクリーム - "Silent Scream" - 3:06
  - 作詞：トム・アラヤ／作曲：ジェフ・ハンネマン、ケリー・キング
3. ライヴ・アンデッド - "Live Undead" - 3:50
  - 作詞：トム・アラヤ、ケリー・キング／作曲：ジェフ・ハンネマン
4. 十字架の裏側 - "Behind the Crooked Cross" - 3:14
  - 作詞・作曲：ジェフ・ハンネマン
5. マンダトリー・スイサイド - "Mandatory Suicide" - 4:05
  - 作詞：トム・アラヤ、ジェフ・ハンネマン／作曲：ケリー・キング
6. ゴースツ・オブ・ウォー - "Ghosts of War" - 3:53
  - 作詞：ケリー・キング／作曲：ジェフ・ハンネマン、ケリー・キング
7. リード・ビトゥイーン・ザ・ライズ - "Read Between the Lies" - 3:20
  - 作詞：トム・アラヤ、ケリー・キング／作曲：ジェフ・ハンネマン
8. クレンズ・ザ・ソウル - "Cleanse the Soul" - 3:01
  - 作詞：トム・アラヤ、ケリー・キング／作曲：ジェフ・ハンネマン
9. ディシデント・アグレッサー - "Dissident Aggressor" - 2:35
  - 作詞・作曲：ロブ・ハルフォード、K・K・ダウニング、グレン・ティプトン
10. スピル・ザ・ブラッド - "Spill the Blood" - 4:49
  - 作詞・作曲：ジェフ・ハンネマン

## 参加ミュージシャン
- トム・アラヤ - ボーカル、ベース
- ジェフ・ハンネマン - ギター
- ケリー・キング - ギター
- デイヴ・ロンバード - ドラムス